# Szójáték
A szójáték olyan nyelvi képződmény, melyben hasonló (vagy azonos) alakú, de különböző értelmű szavak váratlan, szokatlan módon szerepelnek együtt. Célja lehet a humor- vagy érzelmi hatáskeltés, a marketingszakmában a reklámszlogenek feltűnőbbé vagy megjegyezhetőbbé tétele érdekében alkalmazhatják. Előfordul a retorikában és az irodalomban is.
Már Arisztotelész is említést tesz a jelenségről Poétikájában, és a homonímia jelenségkörében értelmezi; a klasszikus latin irodalmi értekezésekben különböző fajtáit tárgyalták, Quintilianus az ún. szóalakzatok közé sorolja, melyeket létrejöttük alapján oszt fel három csoportra (hozzáadással, kihagyással alkotott alakzatok, és a harmadik típusba azok tartoznak, amelyek „hasonló hangzású vagy hasonló vagy ellenkező jelentésű szavakkal vonják magukra a figyelmet […], ide tartozik a paronomázia, az úgynevezett annominatio (szójáték)” (IX. könyv, III. fejezet, 1921: 230).
Tág értelemben szójáték minden olyan szóalkotás, ahol – humoros, irodalmi, marketing- vagy egyéb célból –
- a szavak hangalakját vagy írott formáját módosítják, ill. kombinálják egy új jelentés kedvéért, vagy
- alakjukat változatlanul hagyva új jelentést kapcsolnak hozzájuk hangalakjuk vagy más, hasonló hangzású szavak jelentése alapján,
- esetleg új szavakat ötlenek ki hangalakjuk vagy a meglévő szavakkal való hasonlóságuk révén.

## Halandzsa
A szójáték szűkebb értelemben a neoretorika immutációs hangalakzata. Jelentés nélküli, hangok elhagyásával, hozzáadásával átalakított szavakból (halandzsa) alkotott szöveg stílushatása a hangzásból fakad. Bizonyos grammatikai elemek, szabályok azt a látszatot keltik, mintha értelmes szöveggel volna dolgunk. A hangulati hatásuk erőteljes. A stílusparódia eszköze is lehet. Például:
„Plutó e torzót márványból szoborta
Ó torzók torza, bőrző Dunakorzó
Ó korzók korza, őrző dunnaorzó
Mint ferde torta és megint retorta.”
(Karinthy Frigyes: Futurum Exactum)
„A csel pedig ott van, hogy ... míg mindezt végigolvassuk, és élvezzük, és agyunk ide-oda klikkel a különböző intertextuális utalások között, azalatt megértünk egy olyan szöveget, amelyből valójában (szavak szintjén) alig értettünk valamit. De van egy nagyobb csel is: ha tudnánk, mit jelent minden egyes szó, akkor sem értenénk meg jobban a szöveget.” 

## Halandzsa-vers
A halandzsa-verset (képzőművészetből kölcsönzött terminussal) költeményfrottázsnak, frottázsversnek is nevezik. A hagyományos költészetben kötelezővé vált mondatjelentések, szójelentések megvalósítását mellőzik a frottázsversek: s a jelentéshordozó
alapanyagból, a szövegelemekből próbálnak meg rejtőző és ismeretlen alakzatokat előhívni. Hagyományokkal bíró költői eljárás ez. A frottázskészítésnek a középkori Sire de Beaumanoir halandzsa-verseitől kezdve, az újkori, ún. verbális nonszenszeken át ezernyi változata ismeretes az irodalomban. Híres huszadik századi szerzői Morgenstern, Edwin Morgan. Látványos termekéi körébe tartoznak a dadaista kalapköltemények: a hírlapokból kivágott szavak véletlenszerű sorrendben való összefűzései... A frottázsvers kiemelkedő hazai képviselője Tandori Dezső, aki verseiben a világvesztés és személyiségvesztés megrázó stációin át érkezik el az eleminél is szerényebb jelentésmaradványok, szómaradványok, írásmaradványok világába, s megpróbál ezek színes és érdekes sűrűjében minél mélyebben elmerülni: csöndes örömmel eljátszadozni, elbíbelődni velük. Íme egy keserédes frottázsverse az emberi sorsról és az örök emberi reménykedésről. Címe: Hogy ki ne jöjjünk a gyakorlatból. Szövege: Lesz vigasz. Lösz vögösz. Lasz vagasz. Lisz vigisz. Lusz vugusz. (Források: Deme Zoltán: Klasszikusok öröksége, 1989. Tandori Dezső: Egy talált tárgy megtisztítása, 1995.)

## Halandzsa-dráma
Próbáljunk meg visszaemlékezni arra a gyerekkori játékra, amikor egy papírlapot csúsztattunk rá egy pénzdarabra, és ceruzával addig vonalaztuk, amíg a pénzdarab ábrája észrevehetővé nem vált. Híres szürrealista festők (Max Ernst pl.) ezzel az eljárással számtalan más anyag esetében is megpróbálkozott. A kivallatott tárgyak, bútorok, faféleségek, növények a grafitceruza munkája nyomán elvesztették eredeti jellegüket és egy varázslatosan sokarcú, rejtelmes világra nyitották rá a művész szemét... E frottázsatechnika lényege tulajdonképpen a megszokott összjellegek és jelentések mellőzése: s a jellegmeghatározó, jelentéshordozó alapanyag új, ismeretlen vonásainak az életrehívása. Nagyon szívesen él a drámairodalom is ezzel az eljárással (tehát a jelentéshordozó alapanyagból, a nyelvből, a szövegelemekből, szótagokból való, új alakzatok előhívásával) különösen az ún. abszurd színművek. Az abszurd dráma a nyelvet egyébként is gondolati és érzelmi tartalmak pontos továbbítására alkalmatlannak véli, szerzői szerint voltaképpen becsapjuk egymást a nyelvhasználattal, s ezért számos abszurd drámaíró a színpadi jeleneteket halandzsa-szövegekre, frottázs-szövegekre építi. (Forrás: Martin Esslin: Az abszurd dráma elmélete, 1967.)

### Halandzsa-drámák
- Ionesco: A kopasz énekesnő (1949)
- Ionesco: A különóra (1951)
- Ionesco: Rinocéroszok (1959)
- Genet: A cselédek (1947)
- Genet: A négerek (1959)

## További irodalom
- Karinthy Frigyes. Mint vélgaban, Halandzsa, A diadalmas halandzsa, Viccelnek velem. Budapest: Elektra Kiadóház [1998]. ISBN 963 7314 97 0. Hozzáférés ideje: 2009. május 22.
- Grétsy László: Anyanyelvünk játékai; Gondolat, Budapest, 1974
- Timár György: Válogatott agyrémeim; Múzsák, Budapest, 1985
- Pólya Miklósné: Anyanyelvi játékok gyűjteménye óvodásoknak; PMPI, Budapest, 1989 (Segítünk)
- Timár György: Nevető lexikon. Abasári–Zsúrló; 3. jav., bőv. kiad.; Tinódi, Budapest, 1989 (Lantos könyvek)
- Vargha Balázs: Arany János játékai; Enciklopédia, Budapest, 1994
- Pénzes István: Anyanyelvi játékok; Lilium Aurum, Dunaszerdahely, 1996 (Katedra könyvek)
- Csizmadia Judit–Kurucz István: Szókincskereső. Anyanyelvi játékok; Szalay, Kisújszállás, 1998
- Szűts László: Szójátéktár. Anyanyelvi fejtörők; 3. jav. kiad.; Ciceró, Budapest, 2007
- Timár György: Nevető lexikon és agyrémszótár; jav., átdolg. kiad.; Fekete Sas, Budapest, 2000
- Szigetvári János–Szigetvári-Szattinger Krisztián: 1111 szójáték és egyéb tréfás bolondságok a magyar nyelv kincsestárából; Kódex Ny., Pécs, 2003
- Zolnai Béla. Nyelv és hangulat . (A nyelv akusztikája) (1964)
- Fiktív szavak, nyelvutánzás, halandzsa: 141–158, kül.: a halandzsa tolvajnyelvi vonatkozásai: 147; ál-halandzsa szavak: 151; népnyelvi halandzsa: 151–156.
- Zolnay Vilmos; Gedényi Mihály: Budapest a fattyúnyelvben. Debreceni Egyetem, Magyar Nyelvtudományi Tanszék, 1956. [2009. március 16-i dátummal az eredetiből archiválva]. (Hozzáférés: 2009. május 22.)

## Külső hivatkozások
- Halandzsa-dráma szövege (Deme Zoltán: Decrescendo c. kötet, Budapest 2009.)
- Lórum ipse magyar halandzsagenerátor

## Kapcsolódó szócikk
- Bikkfanyelv